# Бруснятське
Брусня́тське (рос. Бруснятское) — село у складі Білоярського міського округу Свердловської області.
Населення — 1370 осіб (2010, 1464 у 2002).
Національний склад станом на 2002 рік: росіяни — 94 %.